# Vahdah Olcott-Bickford

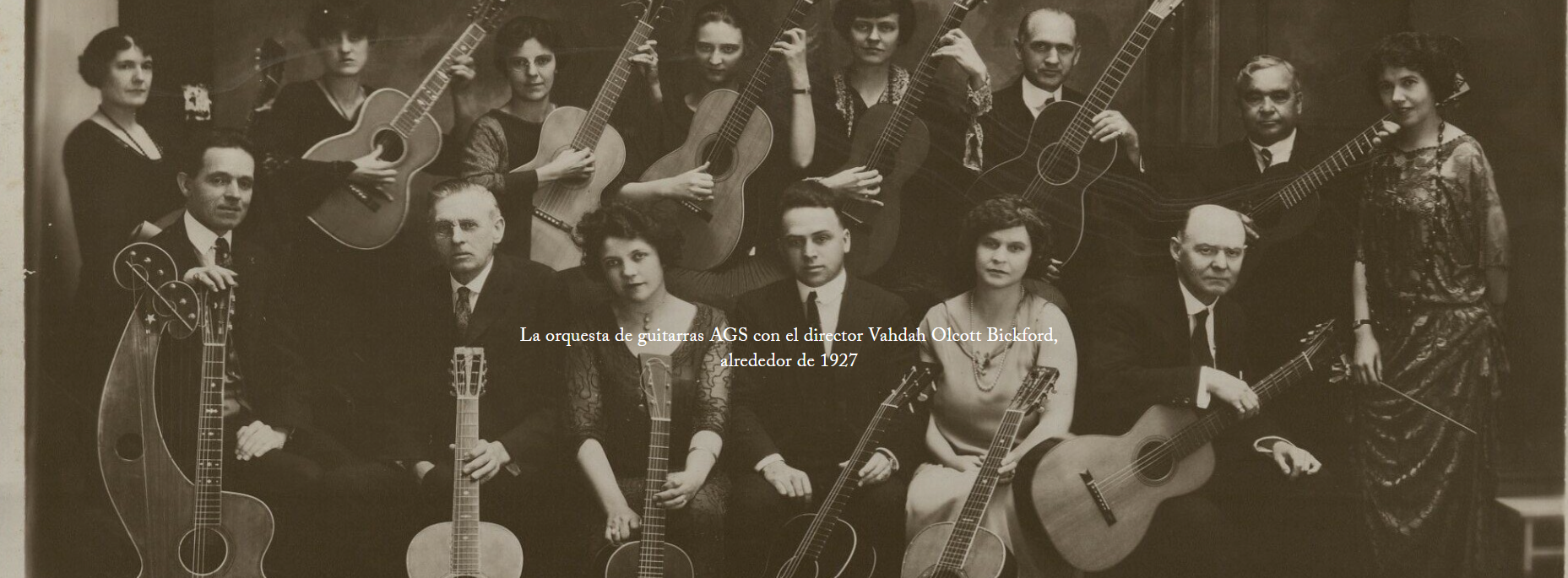
Vahdah Olcott-Bickford durant la formació de l'American Guitar Society

Vahdah Olcott-Bickford   (Norwalk, 17 d'octubre de 1885 - 18 de maig de 1980) pedagoga, astróloga i guitarrista nord-americana.

## Trajectòria

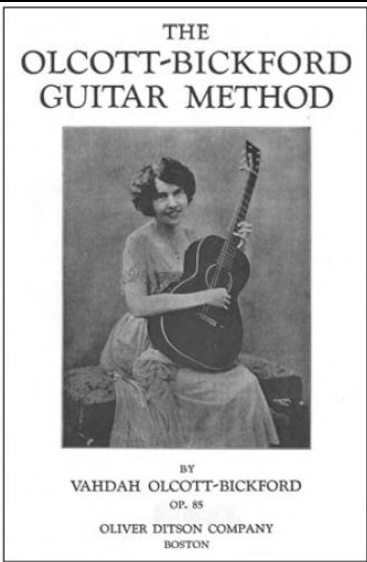
Vahdah Olcott

Ethel Lucretia Olcott va néixer el 17 d'octubre de 1885 a Norwalk, Ohio. Als tres anys, es va traslladar amb la seva família a Los Angeles, Califòrnia, i als vuit va començar a rebre classes de guitarra amb el reconegut guitarrista clàssic George Lindsay. Entre 1903 i 1904 va viure a Berkeley amb Manuel Y. Ferrer, on va ampliar el seu repertori incorporant tècniques de guitarra europees. El 1914 es va establir a Nova York, on va oferir concerts i classes i va col·laborar amb Philip J. Bone en la publicació del seu llibre The Guitar and Mandolin.
El 1923 va tornar a Los Angeles, on va fundar, juntament amb altres guitarristes locals, American Guitar Society (AGS), que anteriorment es coneixia com Los Angeles Guitar Society. Va ser una de les principals impulsores de l'AGS i de la revista The Crescendo, ocupant els càrrecs de secretària i directora musical durant molts anys. Com a secretària, gestionava la correspondència personal i professional de tot el món, i, juntament amb el seu marit, va fundar la Zarvah Publishing Company, que col·laborava amb l'AGS per oferir cada any música publicada als nous membres.
Olcott-Bickford va ser una docent apassionada i és coneguda pel seu influent Guitar Method, Op. 25, així com pel seu Advanced Course, Op. 116. A més, va escriure nombrosos articles sobre la guitarra i va mantenir una intensa correspondència amb altres músics i amants de l'instrument.
Fins a la seva mort el 1980, va seguir dedicada a la guitarra, a l'AGS i a l'Astrological Society. Després del seu traspàs, la seva biblioteca personal va ser donada a la California State University, Northridge, on va formar la base per a la creació de l'International Guitar Research Archive. Avui dia, aquesta valuosa col·lecció forma part de les col·leccions especials i els arxius de la University Library.

## Method for Classic Guitar[1]

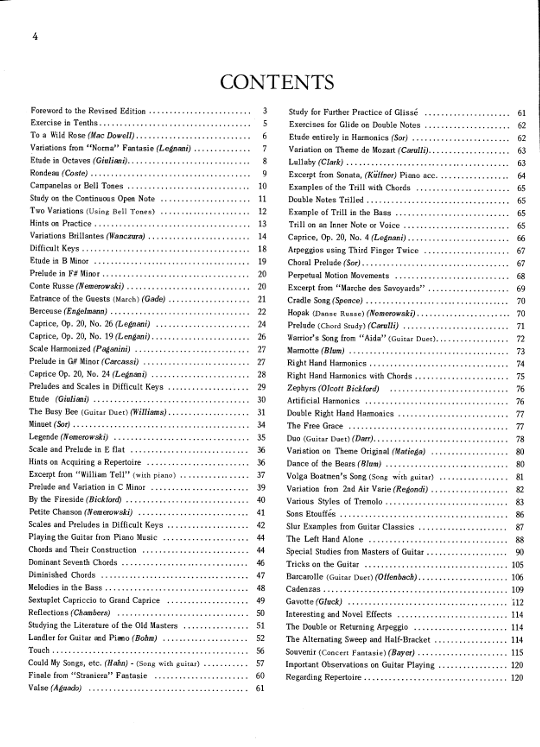
Indice de Method for Classic Guitar

Method for Classic Guitar de Vahdah Olcott-Bickford és un dels mètodes pedagògics més complets, ja que inclou des de leccions històriques sobre l'instrument, intèrprets i compositors reconeguts, fins a exercicis organitzats per nivells que cobreixen totes les possibles dificultats tècniques de la guitarra. El llibre compta amb un índex que permet consultar de manera clara l'estructura del contingut.
Aquest mètode es pot dividir en quatre blocs sistemàtics. En primer lloc, s'ofereixen les leccions històriques, que proporcionen una visió general sobre l'evolució de l'instrument i els seus protagonistes més importants. A continuació, es presenten les complicacions relacionades amb el llenguatge musical, com poden ser les eleccions de ritme o la notació. El tercer bloc està dedicat als exercicis tècnics de la guitarra, organitzats per nivells de dificultat, de manera que l'alumne pugui començar amb els més senzills i avançar progressivament fins a dominar tècniques més complexes, com ara escalafons, cejilles, acords, arpegis, entre d'altres. Finalment, el mètode inclou diverses composicions, tant de l'autora com d'altres compositors, que ajuden a reforçar les tècniques apreses al llarg de l'aprenentatge.

## Col·lecció Vahdah Olcott[2]

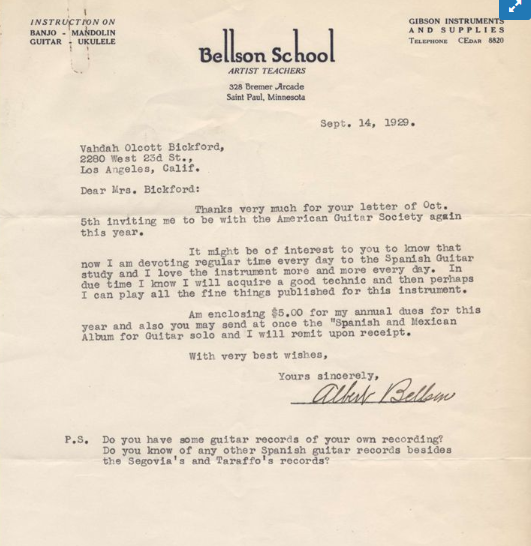
Correspondencia de American Guitar Society

La Col·lecció Vahdah Olcott-Bickford documenta la vida professional d'Olcott-Bickford com a guitarrista clàssica, la seva activa participació en diverses organitzacions als Estats Units, el seu treball amb guitarristes de tot el món i la seva vida personal. Aquesta col·lecció és de gran importància, ja que inclou partitures, cartes, fotografies, retalls de premsa, rebuts, articles, apunts de conferències i llibres de visites, que cobreixen el període comprès entre 1874 i 1980. Està organitzada en set sèries: Partitures (1800-2008), Correspondència (1884-1987), Arxius Personals i Temàtics (1882-1994), Publicacions Periòdiques (1893-2004), Arxius de l'American Guitar Society (1924-1980), Material Fotogràfic (1892-1970) i Gravacions Sonores. Totes les diferents series es troben en l'archiu OAC (Online Archive California) tot i que per accedir de forma no presencial es pot consultar el CSUN (University Library DIgital Collections) on es troben de forma digitalitzada.
- Sèrie I, Partitures (1800-2008), consta d'aproximadament 7.000 partitures de música amb diverses instrumentacions, gairebé sempre amb la guitarra inclosa. Algunes d'aquestes partitures van ser recuperades a partir de correspondència que Olcott-Bickford rebia per correu durant els anys en què va exercir com a mestre. Algunes partitures contenen anotacions personals i totes elles van ser publicades en diverses parts del món, incloent Alemanya, Itàlia, Espanya i Argentina. Estan arxivades per número d’identificació.
- Sèrie II, Correspondència (1884-1987), (digitalitzat) es divideix en tres subseries: Personal, Músics i Organitzacions Musicals, i Astrològica. Els documents d’aquesta sèrie daten des de principis del segle XX fins a finals de la dècada de 1970. La subserie Personal documenta les relacions d’Olcott-Bickford amb amics i familiars no vinculats a la guitarra. La subserie Músics i Organitzacions Musicals recull les interaccions d’Olcott-Bickford amb altres professionals, incloent-hi comentaris sobre actuacions, programes i altres temes relacionats amb la música. La correspondència Astrològica reflecteix l'interès d'Olcott-Bickford per l'astrologia i inclou cartes amb astròlegs reconeguts i amics, molts dels quals també eren guitarristes interessats en aquesta disciplina.
- Sèrie III, Arxius Personals i Temàtics (1874-1994) documenta els interessos professionals i personals d’Olcott-Bickford en una àmplia gamma de temes. Conté esborranys, conferències, discursos, retalls de premsa, programes, catàlegs, registres familiars, efímers i altres notes creades per Olcott-Bickford i el seu marit per a les seves diverses responsabilitats professionals i personals com a músics, compositors, arreglistes, historiadors de la guitarra, mestres i astròlegs. Aquests materials cobreixen tota la seva carrera com a guitarrista i astròloga, incloent notes personals i conferències no enregistrades que proporcionen una visió detallada de la seva vida com a professora. També es troben registres de la Zarvah Publishing Company, així com correspondència personal de Robert Revere i Zarh Bickford.
- Sèrie IV, Publicacions Periòdiques (1893-2004) inclou publicacions periòdiques sobre la guitarra que Olcott-Bickford va col·leccionar al llarg de la seva vida. Aquesta sèrie es divideix en dues subseries: Revistes Completes i Articles Solts. Les Revistes Completes inclouen publicacions periòdiques, des de 1893 fins al 2004, relacionades amb la guitarra, el banjo i altres instruments de corda. Els Articles Solts són retalls o fragments de periòdics o revistes, datats entre 1887 i 1994, que destaquen la guitarra o guitarristes que Olcott-Bickford gaudia de llegir. Va afegir constantment nous articles a la seva col·lecció i sovint escrivia a revistes i publicacions periòdiques que més tard van deixar de publicar-se. Aquesta sèrie inclou alguns articles que es mencionen a la sèrie de Correspondència. Les publicacions periòdiques daten des de finals del segle XIX fins a finals del segle xx.
- Sèrie V, Arxius de l'American Guitar Society (1924-1980),(digitalitzat)  inclou documents que Olcott-Bickford va recollir durant la seva tasca de fundació i direcció de l'AGS, com correspondència, actes, programes, catàlegs i llibres de visites. Aquests materials mostren el creixement i desenvolupament de l'AGS, des d'una petita organització a Los Àngeles fins a convertir-se en una gran societat amb associacions internacionals. Els materials d’aquesta sèrie daten des dels primers anys de la dècada de 1920, quan Olcott-Bickford va ser membre actiu, ocupant els càrrecs de Secretaria i Directora Musical, fins a finals de la dècada de 1960.
- Sèrie VI, Material Fotogràfic (1892-1970) conté fotografies personals i professionals d’Olcott-Bickford, així com imatges de les persones amb qui es va correspondre i de guitarristes. La sèrie es divideix en dues subseries: Fotografies Soltes i Àlbums i Llibres de Retalls. Aquesta sèrie inclou impressions fotogràfiques, diapositives, negatius, àlbums fotogràfics i llibres de retalls. Cada subserie està organitzada alfabèticament per títol de fitxer.
- Sèrie VII, Gravacions Sonores inclou gravacions que Olcott-Bickford va recopilar personalment o que li van ser lliurades. Algunes d’aquestes gravacions tenen una etiqueta que indica que provenen de la Zarvah Publishing Co., mentre que la resta són de la col·lecció personal d'Olcott-Bickford i Bickford. Les gravacions daten aproximadament entre principis i mitjans del segle xx. Moltes de les gravacions no han estat identificades perquè no tenen etiquetes. Les gravacions estan arxivades per número d’identificació.

| PUBLICACIONS I COMPOSICIONS                          | data de publicació |
| ---------------------------------------------------- | ------------------ |
| Guitar Method, Op. 25                                | sense datar        |
| Advanced Course, Op. 116.                            | sense datar        |
| American Album for Guitar (Transcripciones), Op. 134 | 1922               |
| Blue Book of Transcriptions for Guitar, Op. 127      | 1937               |
| Transcripciones para Guitarra (1937) Volumen II      | 1937               |
| Mozart Album for Guitar, Op. 132                     | sense datar        |
| Transcripciones, Op. 124 – Vol 1                     | sense datar        |
| Bach for Guitar – Vol. I, Op. 130                    | sense datar        |
| Knight and Lady Fair, Op. 71                         | sense datar        |
| Beauty's Dream, Op. 10                               | sense datar        |
| Album Originale, Op. 133                             | sense datar        |